# Benjamin Apthorp Gould
Benjamin Apthorp Gould (Boston, 27 settembre 1824 – Cambridge, 26 novembre 1896) è stato un astronomo statunitense, noto soprattutto per aver creato la rivista scientifica Astronomical Journal, scoperto la cintura di Gould e fondato l'osservatorio astronomico di Córdoba in Argentina.

## Biografia
Gould è nato a Boston, Massachusetts, ha frequentato l'Harvard College e si è laureato nel 1844. Ha studiato matematica e astronomia a Gottinga in Germania, dove è stato allievo di Carl Friedrich Gauss. Durante questo periodo ha pubblicato circa venti articoli sulle sue osservazioni dei moti delle comete e degli asteroidi.

Gould è stato il primo americano a conseguire il Ph.D. in astronomia, successivamente ha visitato gli osservatori europei alla ricerca di consigli su come sviluppare l'astronomia professionale negli Stati Uniti. Il principale consiglio che ha ricevuto è stato di creare una pubblicazione astronomica sull'esempio di Astronomische Nachrichten, che a quel tempo era la rivista astronomica di riferimento.
Gould è tornato in America nel 1848. Nel 1849 ha fondato l'Astronomical Journal, che continuerà a pubblicare fino al 1861, quando a causa della guerra di secessione americana, ha interrotto le pubblicazioni. Sono poi riprese nel 1885 e proseguono ancora ai giorni nostri.
Dal 1852 al 1867 è stato a capo del dipartimento della longitudine della United States Coast Survey, è stato uno dei primi a determinare le longitudine per via telegrafica, e ad utilizzare il primo cavo atlantico che collegava Europa e Stati Uniti per stabilire accurate relazioni sulla longitudine tra i due continenti.
Dal 1855 al 1859 è stato il primo direttore del Dudley Observatory, a Albany (New York), nel 1859 ha pubblicato un discorso sul moto proprio delle stelle circumpolari da utilizzare come standard dalla United States Coast Survey. Nel 1864 ha allestito un osservatorio privato a Cambridge.
Nel 1868, per conto della Repubblica Argentina, ha organizzato la costruzione di un osservatorio astronomico a Córdoba (Argentina). È quindi diventato il primo direttore dell'osservatorio astronomico di Córdoba nel 1871.
La necessità degli astronomi di avere buone previsioni sulle condizioni meteo hanno indotto Gould a collaborare con alcuni colleghi e creare il servizio meteo nazionale argentino, il primo del Sud America.
Gould è rimasto in Argentina fino al 1885, quando ha fatto ritorno a Cambridge, dove è morto nel 1896.

## Attività scientifica
Mentre si trovava in Argentina, Gould e quattro suoi collaboratori hanno mappato in modo esteso il cielo dell'emisfero australe usando metodi fotometrici all'avanguardia.
Nel 1879 ha pubblicato la sua opera più importante, Uranometria Argentina, per la quale ha ricevuto la Medaglia d'Oro della Royal Astronomical Society. Il 1º giugno del 1884 ha effettuato le ultime osservazioni precise della Grande Cometa del 1882.
Dopo Uranometria Argentina, che conteneva la posizione di circa 50.000 stelle dell'emisfero sud, Gould ha pubblicato nel 1884 il Catálogo de Zonas, contenente 73.160 stelle e, nel 1885, il Catalogo general argentino che conteneva 32.448 stelle catalogate con maggior precisione.
Gould è stato anche tra i pionieri dell'uso della fotografia in astronomia, nel 1866 ha utilizzato le fotografie che Lewis Morris Rutherfurd aveva scattato all'ammasso delle Pleiadi per effettuare precise misurazioni. A Cordoba ha ottenuto circa 1400 negativi degli ammassi stellari dell'emisfero sud, lo studio dei quali lo ha impegnato negli ultimi anni della sua vita.
Nel 1877 ha scoperto la cintura di Gould, un anello parziale di stelle esteso per circa 3000 anni luce.

## Onorificenze
- Nel 1883 ha ricevuto la medaglia d'Oro della Royal Astronomical Society.
- Nel 1887 ha ricevuto la medaglia James Craig Watson.
- Oltre la già citata cintura di Gould, porta il suo nome anche il cratere Gould sulla Luna.
- Il Museo astronomico dell'osservatorio di Córdoba si chiama  Pte. D.F. Sarmiento - Dr. Benjamin A. Gould, in onore suo e di Domingo Faustino Sarmiento.